# Philoliche oreophila
Philoliche oreophila är en tvåvingeart som beskrevs av Usher 1967. Philoliche oreophila ingår i släktet Philoliche och familjen bromsar. Inga underarter finns listade i Catalogue of Life.